# Miss Mundo Abrolhos
O Miss Mundo Abrolhos é o concurso feito em conjunto com o Miss Mundo Bahia que escolhe a representante do arquipélago de Abrolhos, no certame Miss Mundo Brasil. Este concurso é coordenado por Emmanuel Santana. A ilha faz sua estréia na competição nacional em 2009, tendo como sua primeira representante Renata Marzolla. Antes da criação desta nova etapa, as representantes de Abrolhos competiam no Miss Bahia Universo.

## Vencedoras
| Ano  | Miss Mundo Abrolhos | Colocação | Ref.  |
| ---- | ------------------- | --------- | ----- |
| 2011 | Juliana Nascimento  |           | [ 1 ] |
| 2009 | Renata Marzolla     |           | [ 2 ] |